# Walckenaeria monoceras
Walckenaeria monoceras là một loài nhện trong họ Linyphiidae.
Loài này thuộc chi Walckenaeria. Walckenaeria monoceras được Ralph Vary Chamberlin & Wilton Ivie miêu tả năm 1947.